# Anna Belknap
Anna Belknap (ur. 22 maja 1972 w Damariscotta) – amerykańska aktorka.
Uczęszczała do Middlebury College, a następnie do American Conservatory Theater, gdzie zdobyła wykształcenie aktorskie. Tak jak jej mąż – Eric Siegel, należy ona również do Rude Mechanicals Theatre Company.

## Filmografia
- 2005: Cyfrowy flirt (Alchemy) jako Marissa
- 2005: Reality Trap, The jako Tracy
- 2004: Death by Committee jako Tracy

### Seriale
- 2005: Wielki powrót (Comeback, The) jako Sara (gościnnie)
- 2004–2005: Misja: Epidemia (Medical Investigation) jako Eva Rossi
- 2004: CSI: Kryminalne zagadki Nowego Jorku (CSI: NY) jako Lindsay Monroe (2005-)
- 2004: Jury, The jako Karen Linney (gościnnie)
- 2003–2004: Tajniacy (Handler, The) jako Lily
- 2002–2009: Bez śladu (Without a Trace) jako Paige Hobson (gościnnie)
- 2001–2002: Profesor Max Bickford (Education of Max Bickford, The) jako Mimi Askew (gościnnie)
- 2000–2001: W ostatniej chwili (Deadline) jako Chase (2000)
- 1999: Prawo i bezprawie (Law & Order: Special Victims Unit) jako Sarah Kimmel (gościnnie)
- 1998−1999: Trinity jako Kobieta (gościnnie)
- 1993–1999: Wydział zabójstw Baltimore 3 (Homicide: Life on the Street) jako Julia Pfeiffer (gościnnie)
- 1990: Prawo i porządek (Law & Order) jako Jessica Buehl (gościnnie)